# Aanslagen in Baquba op 3 maart 2010
De aanslagen in Baquba op 3 maart 2010 waren een serie van drie bomaanslagen in Baquba (Irak), er vielen 33 doden en 55 gewonden. Onder de doden waren tien politiemannen. Baquba ligt 50 kilometer boven Baghdad.
De bomaanslagen vonden plaats in aanloop van de Iraakse parlementsverkiezingen van 7 maart. Om 09:45 ontplofte een autobom in de buurt van een politiebureau in het westelijk deel van de stad. Een paar seconden later ontplofte er ongeveer 91 meter verder een andere autobom in de buurt van een provinciaal gebouw. Een zelfmoordterrorist liet later ook nog een bom ontploffen in een ziekenhuis waar een aantal gewonden werden behandeld. Er werd ook nog een vierde bom gevonden in de buurt van het ziekenhuis, maar deze was tijdig gevonden en kon onschadelijk worden gemaakt.
Na de aanslagen werd een volledig uitgaansverbod opgelegd in de gehele stad, ook voor voetgangers. 
Officieel is nog niet vastgesteld wie de daders waren, maar al Qaida had eerder al aangekondigd de verkiezingen in Irak te zullen verstoren. Autoriteiten, zowel de Amerikaanse als de Iraakse, hadden gewaarschuwd dat er meer aanslagen gepleegd kunnen worden voor en na de verkiezingen. Op 4 maart was er een aanslag in Baghdad, waarbij 17 mensen om het leven kwamen. Op 7 maart werden op verschillende plaatsen in Irak bomaanslagen gepleegd; het dodenaantal ligt op minstens 38, meer dan 100 mensen raakten gewond.